# Monserrato
Monserrato (en llengua sarda, Pauli) és un municipi italià, a la regió Campidano di Cagliari de Sardenya i a la Ciutat metropolitana de Càller. L'any 2010 tenia 20.240 habitants. Limita amb els municipis de Càller, Quartu Sant'Elena, Quartucciu, Selargius i Sestu.

## Orígens del nom
El nom sard Pauli o Paulli significa pantà. Ja a l'edat mitjana va assumir el nom de Paùly, primer, i després el de Paùli Pirri.
Després del 1881 es va convertir en Paùli Monserrato i a partir de l'11 d'abril de 1888, amb reial decret i a instàncies del Consell Municipal, va prendre el nom de Monserrato, mot atribuïble a la Mare de Déu de Montserrat (de Catalunya), en record del període català de l'illa de Sardenya.

## Alcaldes
| Període   | Identitat            | Partit         |
| --------- | -------------------- | -------------- |
| 2006-2011 | Marco Salvatore Sini | Centreesquerra |
| 2011-     | Gianni Argiolas      | Centreesquerra |